# Wrestling Swordfish
Wrestling Swordfish – amerykański film krótkometrażowy z 1931 roku.

## Nagrody
| Nazwa nagrody | Wygrane                                                     | Nominacje    |
| ------------- | ----------------------------------------------------------- | ------------ |
| Oscar         | 1932 Najlepszy nowatorski film krótkometrażowy Mack Sennett | 1932 wygrana |